# 野沢園
株式会社野沢園（のざわえん）は、東京都世田谷区に本社を置く緑の総合会社。
創業1874年から続く老舗の会社である。観葉植物をはじめとする植物のレンタルを行っている。植物に関するディスプレイや、テレビ舞台装飾も手がけている。また多くの学校やオフィスビルなどの造園施工管理も行っている。八丈島や、世田谷区野沢に計約4000坪の農場を所有。植物の生産も行っている。

## 概要
- 企業名 株式会社野沢園
- 沿革
  - 1874年（明治7年） 創業
  - 1951年（昭和26年） 設立
- 代表者：代表取締役社長 田中信樹
- 本社所在地：東京都世田谷区野沢3-29-23
  - 有楽町花店：東京都千代田区有楽町2-10-1　東京交通会館
  - テレビ部事務所：東京都港区台場2-4-8　フジテレビジョン内